# Takács Zoltán (festő, 1940)
Takács Zoltán (Isaszeg, 1940. július 18. – Cegléd, 2014. január 26.) magyar festőművész, grafikus, karikaturista.

## Életpályája
1958 és 1963 között a Magyar Képzőművészeti Főiskola hallgatója volt, ahol mesterei Kmetty János, Pap Gyula, Sarkantyu Simon és Rozanits Tibor voltak.
Főleg tájképeket és életképeket alkot.
Karikatúrái 1958-tól számos lapban megjelentek (Ludas Matyi, az Esti Hírlap, Magyar Ifjúság, a Csúzli, a Füles, a  Vas Népe, az Élet és Irodalom stb.).

## Egyéni kiállításai
- 1977 • Csók Galéria, Budapest
- 1981 • Kisfaludi Strobl Terem, Zalaegerszeg
- 1983 • Diósi A. Terem, Gyöngyös
- 1984 • Művelődési Ház, Mindszent
- 1987 • Képcsarnok, Győr
- 1989 • Derkovits Terem, Budapest
- 1994 • Művelődési Központ, Nagykanizsa
- 1995 • Balatoni Múzeum, Keszthely
- 1997 • Jókai Művelődési Központ, Pápa

## Részvétele csoportos kiállításokon
- 1981 • Erdők-mezők világa, Csontváry Terem, Budapest
- 1983 • Vadászat a képzőművészetben, Csontváry Terem, Budapest
- 1988 • Hazai tájak, Paál László Terem, Budapest